# Compañía del Misisipi

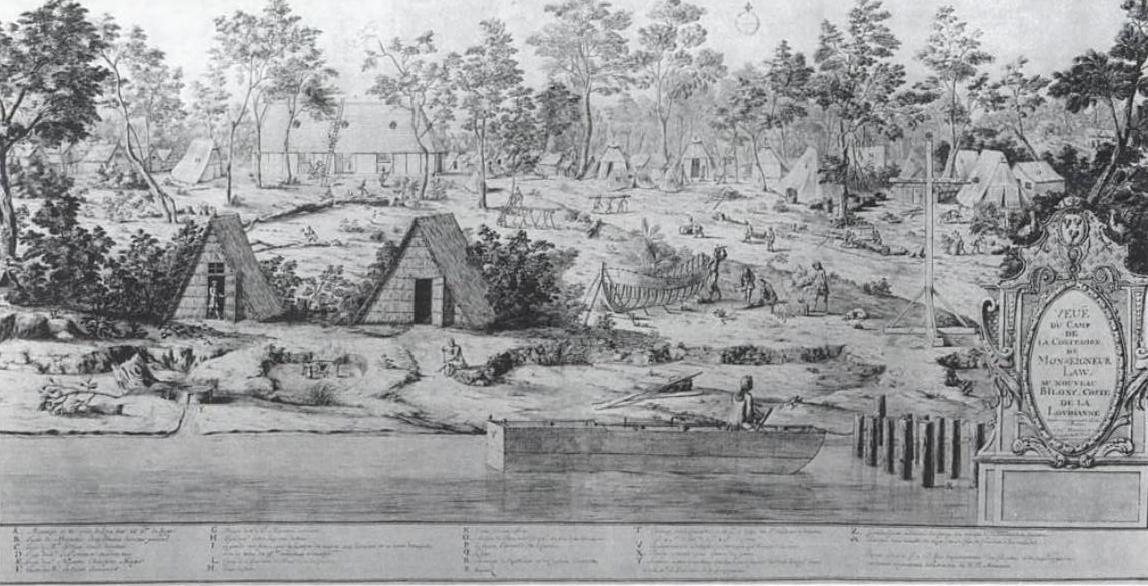
Vista del campamento de John Law en Biloxi, diciembre de 1720.

La Compañía del Misisipi (del francés: Compagnie du Mississippi), fundada en 1684, fue una compañía privilegiada de la Corona francesa. En 1717 se convirtió en la Compañía del Occidente y se expandió hasta convertirse en la Compañía de las Indias a partir de 1719. Esta corporación, la cual contaba con un monopolio en las colonias francesas en América del Norte y las Indias Occidentales, se convirtió en uno de los primeros ejemplos históricos de burbuja especulativa.

## Historia

### ElBanque Royale

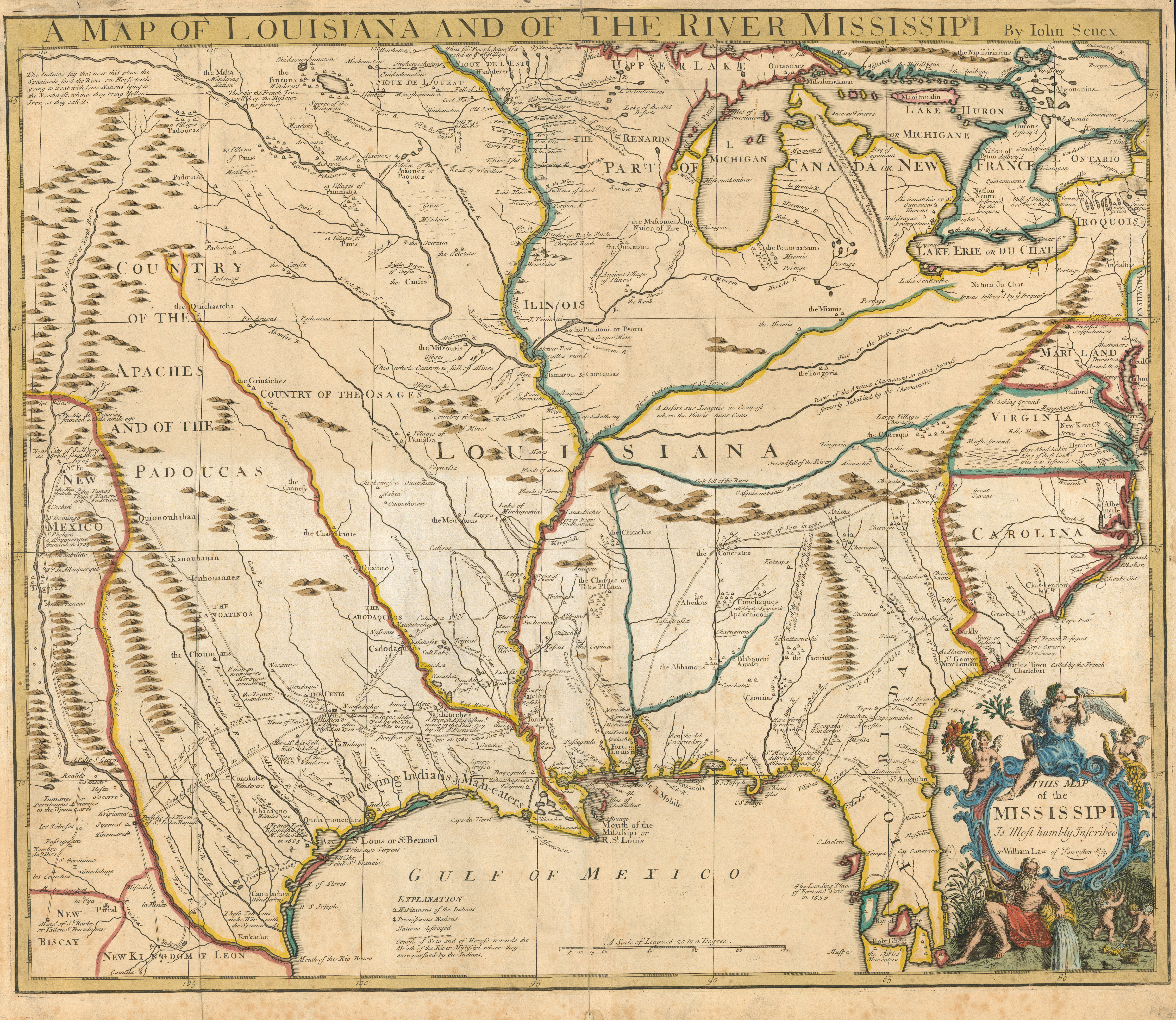
Mapa de Luisiana y el Misisipi, 1721

En mayo de 1716, el Banque Générale Privée (Banco General Privado), el cual desarrolló el uso del papel moneda, fue fundado por el economista John Law. Era un banco privado, pero tres cuartos del capital consistían de billetes del gobierno y billetes aceptados por el mismo. En agosto de 1717, compró la Compañía del Misisipi para ayudar a la colonia francesa de Luisiana. El mismo año Law creó una sociedad anónima llamada Compagnie d'Occident (en español, Compañía del Occidente, también conocida como la Compañía del Misisipi). Law fue nombrado director de esta nueva compañía, la cual obtuvo el monopolio en las Indias Occidentales y América del Norte por parte del gobierno francés.
El banco se convirtió en el Banque Royale (Banco Real) en 1718, lo que quiere decir que los billetes eran garantizados por el rey, Luis XV de Francia. La Compañía absorbió a la Compagnie des Indes Orientales, la Compagnie de Chine y otras compañías comerciales rivales y se convirtió en la Compagnie Perpetuelle des Indes el 23 de mayo de 1719 con un monopolio sobre el comercio en todos los mares. Simultáneamente, el banco comenzó a emitir más billetes de lo que podía representar en monedas; esto provocó inflación, la cual eventualmente fue seguida por un pánico bancario cuando el valor del nuevo papel moneda se redujo a la mitad.

### La burbuja del Misisipi

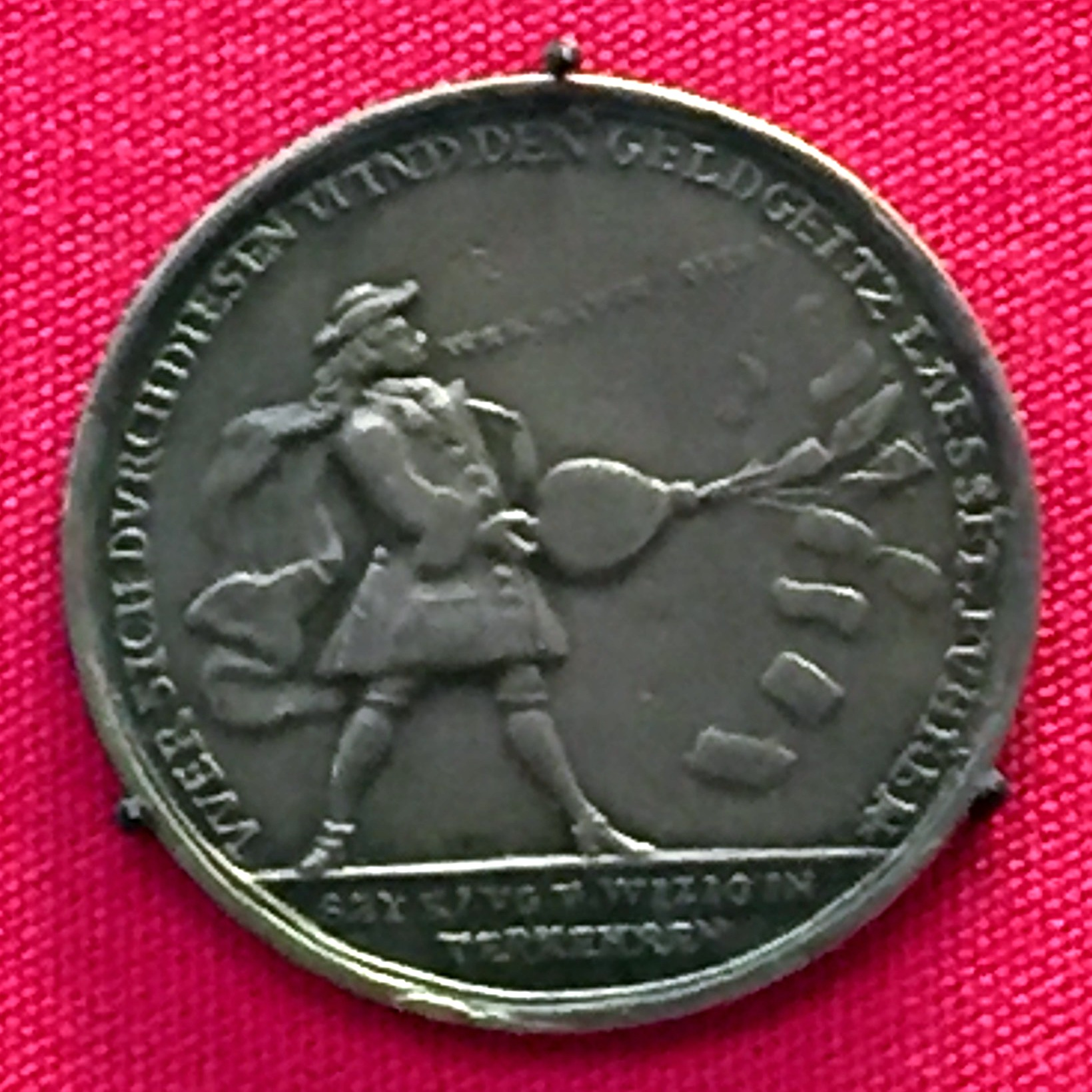
Medalla satírica alemana de 1720 que muestra a John Law soplando billetes con un fuelle.

John Law exageró la riqueza de Luisiana con un efectivo plan de mercadeo, la cual llevó a una descabellada especulación sobre las acciones de la compañía en 1719. El plan prometía éxito para la Compañía del Misisipi al combinar el fervor de los inversores y la riqueza de sus prospectos en Luisiana en una sociedad anónima sustentable. La popularidad de las acciones de la compañía fue tal que crearon la necesidad de imprimir más billetes, y cuando las acciones generaron ganancias los inversionistas eran pagados con billetes. En 1720, el banco y la compañía estaban fusionados y Law  fue nombrado Controlador General de Finanzas por parte de Felipe II de Orleans, en ese entonces regente de Luis XV de Francia. para atraer capital. El pionero banco de Law floreció hasta que el gobierno francés se vio obligado a admitir que el número de billetes que estaba siendo emitido por el Banque Royale no era equivalente a la cantidad de monedas en metal que tenía.
La «burbuja» explotó a finales de 1720, cuando los enemigos del financiero trataron de convertir sus billetes en monedas de forma masiva, obligando así al banco a que detenga los pagos sobre sus billetes. Para finales de 1720 Felipe II de Orleans, regente de Francia para Luis XV, había despedido a Law de su puesto. Law luego escaparía de Francia para irse a Venecia.